# Lost Horizon (gruppo musicale)
I Lost Horizon sono un gruppo musicale power metal di Göteborg, Svezia.

## Storia del gruppo
Nati col nome di Highlander dal 1990 al 1994 (con Joacim Cans alla voce), si sono poi riformati nel 1999 sotto il nome Lost Horizon. Il gruppo è attualmente alla ricerca di un nuovo cantante.

## Formazione

### Formazione attuale
- Transcendental Protagonist (Wojtek Lisicki) - chitarra (Luciferion, Against The Plagues)
- Cosmic Antagonist (Martin Furängen) - basso (Luciferion)
- Preternatural Transmogrifyer (Christian Nyquist) - batteria
- Perspicacious Protector (Attila Publik) - tastiere

### Ex componenti
- Etherial Mangnanimus (Daniel Heiman) - voce (ex-Fierce Conviction, ex-Crystal Eyes, ex-Destiny, Heed)
- Equilibrian Epicurius (Fredrik Olsson) - chitarra (ex-Destiny, Heed)

#### ComeHighlander
- Joacim Cans - voce (1990 - 1994)
- Baskim Zuta - chitarra (1990 - 1994)
- Wojtek "ISKO" Lisicki - chitarra (1990 - 1993)
- Stefan Elmgren - chitarra (1993 - 1994)
- Martin Furängen - basso (1990 - 1993)
- Peter Stålfors - basso (1993 - 1994)
- Christian Nyquist - batteria (1990 - 1991)
- Robin Turessom - batteria (1991 - 1994)

Altri musicisti
- Niclas Johnsson - voce
- Patrik Rafling - batteria
- Göran Wanhov - chitarra

## Discografia

### Album in studio
- 2001 - Awakening the World
- 2003 - A Flame to the Ground Beneath

### Demo
- 2001 - Awakening The World - The sampler
- 2003 - Cry Of A Restless Soul